# コレ (衛星)
コレ（英語：Kore、確定番号：Jupiter XLIX）は木星の第49衛星である。
2003年2月8日に、スコット・S・シェパードが率いるハワイ大学の観測チームによって発見され、S/2003 J 14 という仮符号が与えられた。観測にはカナダ・フランス・ハワイ望遠鏡、ハワイ大学の望遠鏡が用いられた。衛星の発見は同年4月3日に小惑星センターのサーキュラーで公表された。その後2007年4月5日に、ギリシア神話のゼウスの娘であるペルセポネの別名コレーに因んで命名され、Jupiter XLIX という確定番号が与えられた。
コレの見かけの等級は23.6であり、アルベドを0.04と仮定した場合、コレの直径はおよそ 2 km と推定される。また、密度を 2.6 g/cm3 と仮定した場合、質量はおよそ 1.5 ×1013 kg と推定される。コレは、木星から2300万〜2400万km前後の距離を逆行軌道で公転し、軌道傾斜角が 145°〜158° 程度の不規則衛星のグループであるパシファエ群に属している。